# Kari Aalvik Grimsbø
Kari Aalvik Grimsbø, née le 4 janvier 1985 à Børsa (commune de Skaun), est une handballeuse norvégienne jouant au poste de gardienne de but. Avec l'équipe nationale de Norvège, elle est notamment double championne olympique(2008 et 2012), quintuple championne d'Europe (2006, 2008, 2010, 2014 et 2016) et double championne du monde (2011 et 2015).

## Biographie
Elle est championne d'Europe et championne du monde avec l'équipe de Norvège des moins de 21 ans.
Elle débute dans l'équipe de Norvège le 28 septembre 2005 dans un match contre le Portugal (victoire 24-19).  
En 2012, après un deuxième titre olympique, Kari Aalvik Grimsbø et son mari Harvard Grimsbø annoncent la venue d'un bébé pour mai-juin 2013. Gardienne titulaire de l'équipe de Norvège, elle doit donc renoncer au Championnat d'Europe 2012 en Serbie. Néanmoins, son club, Team Esbjerg basé au Danemark, décide de prolonger son contrat.
Elle se blesse dès le premier match du championnat d'Europe 2014 en décembre 2014, c'est Silje Solberg qui la remplace pour le reste de la compétition. En janvier 2015, elle arrive en Hongrie au club de Győri ETO KC comme joker médical pour remplacer Jelena Grubišić, qui s'est rompu les ligaments croisés du genou droit et signe un contrat jusqu'en 2017 .
En 2015, elle remporte le championnat du monde au Danemark en battant les Pays-Bas en finale. En 2016, elle remporte le Championnat d'Europe féminin de handball 2016.
Elle met un terme à sa carrière en équipe nationale en 2018, disputant son dernier match le 25 mars 2018 face à la Croatie.
En 2019 , elle remporte sa troisième Ligue des champions consécutive avec Győr.
En 2020, elle se retire des compétitions et devient entraîneure des gardiennes à Byåsen Trondheim.

## Palmarès

### Sélection nationale
Jeux olympiques
- médaille d'or aux Jeux olympiques de 2008 à Pékin
- médaille d'or aux Jeux olympiques de 2012 à Londres
- médaille de bronze aux Jeux olympiques de 2016 à Rio de Janeiro

Championnats du monde
- vainqueur du championnat du monde 2011
- vainqueur du championnat du monde 2015
- finaliste du championnat du monde 2007
- finaliste du championnat du monde 2017
- troisième du championnat du monde 2009

Championnats d'Europe
- vainqueur du championnats d'Europe 2006
- vainqueur du championnats d'Europe 2008
- vainqueur du championnats d'Europe 2010
- vainqueur du championnats d'Europe 2014
- vainqueur du championnats d'Europe 2016

Autres
- finaliste du championnat du monde junior en 2005

### Club
Compétitions internationales
- Ligue des champions (C1)
  - vainqueur (3) : 2017, 2018 et 2019 (avec Győri ETO KC)
  - finaliste (1) : 2016 (avec Győri ETO KC)
- Coupe des vainqueurs de coupe (C2)
  - finaliste (1) : 2007 (avec Byåsen Trondheim)

Compétitions nationales
- Finaliste de la Coupe du Danemark (1) : 2011
- vainqueur du championnat de Hongrie en 2016, 2017, 2018 et 2019 (avec Győri ETO KC)
- vainqueur de la coupe de Hongrie en 2015, 2016, 2018 et 2019 (avec Győri ETO KC)

### Distinction personnelle
- Élue meilleure gardienne des Jeux olympiques en 2012 et 2016
- Statistiquement meilleure gardienne avec 41,6 % d'arrêts aux Jeux olympiques de 2012
- Élue meilleure gardienne de la Ligue des champions en 2016, 2017 et 2018